# Крикит (Северна Каролина)
Крикит (енгл. Cricket) насељено је место без административног статуса у америчкој савезној држави Северна Каролина.

## Демографија
По попису из 2010. године број становника је 1.855, што је 198 (-9,6%) становника мање него 2000. године.
| Група             | 2000.         | 2010.         |
| Белци             | 1.771 (86,3%) | 1.574 (84,9%) |
| Афроамериканци    | 7 (0,3%)      | 26 (1,4%)     |
| Азијати           | 2 (0,1%)      | 3 (0,2%)      |
| Хиспаноамериканци | 263 (12,8%)   | 231 (12,5%)   |
| Укупно            | 2.053         | 1.855         |